# Opius buenaventurae
Opius buenaventurae är en stekelart som beskrevs av Fischer 1963. Opius buenaventurae ingår i släktet Opius och familjen bracksteklar. Inga underarter finns listade i Catalogue of Life.